# Pilori de Ranhados
Le pilori de Ranhados est un ancien pilori situé dans la freguesia de Ranhados, sur le territoire de la municipalité de Ranhados (district de Guarda, Portugal).
Il est classé Monument national depuis 1915.

## Historique
Ranhados reçut sa première charte du roi Denis Ier en 1286, suivie d'une nouvelle charte du roi Manuel Ier en 1512. Appartenant initialement aux Templiers, elle devint, après leur extinction, une commanderie de l'Ordre du Christ. Elle fut le siège municipal jusqu'en 1836, date à laquelle elle fut rattachée à la municipalité de Mêda, dont elle est aujourd'hui une paroisse.

## Caractéristiques

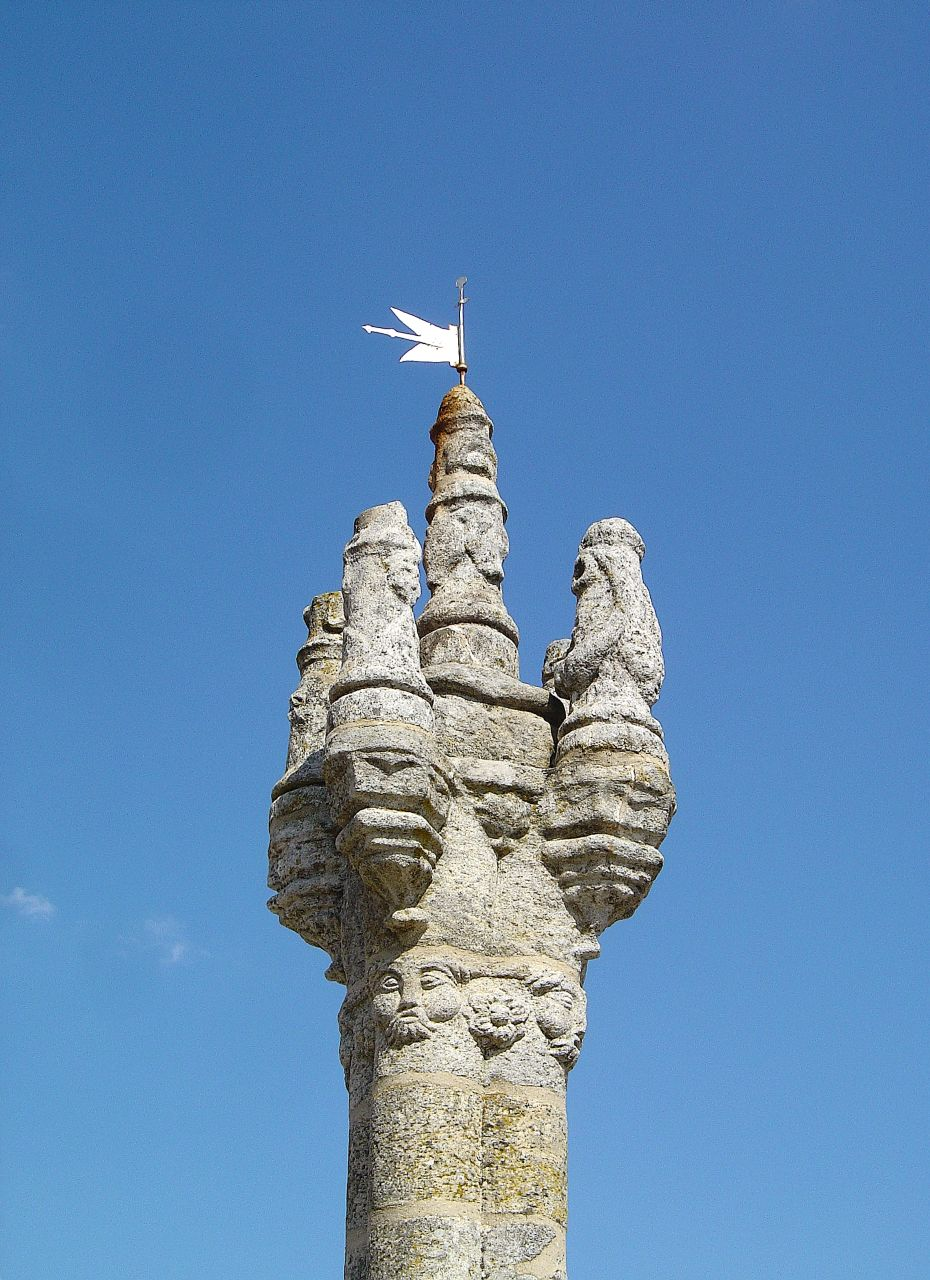

Le pilori de Ranhados se dresse sur la place en face de l'église principale de la ville. Il possède une plateforme avec quatre marches d'angle circulaires où repose la colonne dont le fût est constitué de quatre colonnes lisses. Près du sommet, chaque colonne est décorée d'un masque : trois d'entre eux représentent des visages masculins barbus et un quatrième, un visage imberbe. Le sommet est une plateforme composée de quatre pinacles décorés de formes zoomorphes.